# Cable (Wisconsin)
Pour les articles homonymes, voir Cable.
Cable est une ville du comté de Bayfield, dans l’État du Wisconsin, aux États-Unis. Elle comporte 825 habitants au recensement de 2010.
C'est le point de départ de la course de ski de fond appelée American Birkebeiner.